# Fromentières (Mayenne)
Fromentières település Franciaországban, Mayenne megyében. Lakosainak száma 838 fő (2022. január 1.). Fromentières Ruillé-Froid-Fonds, Villiers-Charlemagne, Château-Gontier-sur-Mayenne, Gennes-Longuefuye és La Roche-Neuville községekkel határos.

## Népesség
A település népességének változása:
| Lakosok száma | 585  | 619  | 623  | 791  | 830  | 831  | 831  | 836  | 835  | 838  |
|               | 1968 | 1982 | 1990 | 2006 | 2013 | 2015 | 2017 | 2019 | 2020 | 2022 |